# Carbômero
Em química orgânica, um carbômero (carbómero em português europeu) é uma molécula expandida obtida pela inserção de uma unidade C2 em uma dada molécula. Carbômeros diferem de seus modelos em tamanho mas não em simetria quando cada ligação única C–C é substituída por ao menos uma ligação alquino, e quando uma ligação dupla é substituída por uma ligação aleno. O tamanho do aleno continuará a aumentar quando mais ligações alquino forem introduzidas e por esta razão os carbômeros também são chamados de carbon-moléculas, onde "n" é o número de grupos acetileno ou aleno na unidade de n-expansão. Este conceito, desenvolvido por Rémi Chauvin em 1995, visa a introdução de novas propriedades químicas para padrões químicos existentes.

## Uso industrial
Carbômeros são uma das matérias-primas mais utilizadas pela indústria de cosméticos e saneantes. São polímeros acrílicos hidrossolúveis utilizados como espessante. Ou seja, para estabilizar emulsões e dar viscosidade a soluções.
Na indústria farmacêutica e de cosméticos, o carbômero é utilizado, por exemplo, para a formação de gel e produtos para cuidados pessoais, com diversas aplicações devido a sua solubilidade, alta capacidade de espessar, suspender e estabilizar formulações aquosas e a não reatividade com os demais componentes das fórmulas.
Exemplos de uso de carbômeros podem ser vistos na fabricação de gel, gel para cabelo, pós-barba, álcool gel, anti-sépticos, cremes, loções e produtos para bronzeamento solar.
É a matéria-prima fundamental para o obter o álcool gel 70%, recomendado pela OMS bastante utilizado como medida preventiva e mitigatória ao Covid-19, a maior pandemia em cem anos.
Há também os carbômeros ETD (chamados assim por serem Easy-to-disperse, ou "Fáceis-de-dispersar") são polímeros com maior facilidade de dispersar e, consequentemente, com maior facilidade de uso pela indústria.

## Aspecto físico
No seu estado básico, o carbômero se apresenta na forma de pó fino e branco e o odor é ligeiramente acético.